# 歐觀生
歐觀生（？—？），廣東廣州府香山縣仁厚坊人，明朝政治人物。

## 生平
洪武二十九年（1396年）丙子科廣東鄉試第七十名舉人，授紹興府教授，因忤逆官員，謫什邡縣典史，致仕歸里。著有《梅軒集》。